# Vuelta a España 2022
77. ročník etapového cyklistického závodu Vuelta a España se konal mezi 19. srpnem a 11. zářím 2022 v Nizozemsku, Belgii a Španělsku. Závod byl součástí UCI World Tour 2022 na úrovni 2.UWT a byl dvacátým šestým závodem tohoto seriálu.

## Týmy
Závodu se účastnilo všech 18 UCI WorldTeamů a 6 UCI ProTeamů. Alpecin–Fenix a Arkéa–Samsic dostaly automatické pozvánky jako nejlepší UCI ProTeamy sezóny 2021, další 3 UCI ProTeamy (Burgos BH, Equipo Kern Pharma a Euskaltel–Euskadi) byly vybrány organizátory závodu, Amaury Sport Organisation. Obvykle by mohly být uděleny pouze 2 divoké karty, ale organizátoři závodu dostali od UCI výjimku, tudíž mohli udělit 3 divoké karty. Všechny týmy přijely s osmi jezdci kromě týmu Arkéa–Samsic se sedmi jezdci. Manuel Peñalver (Burgos BH) neodstartoval první etapu kvůli pozitivnímu testu na covid-19, celkem se tak na start postavilo 182 závodníků.
UCI WorldTeamy
- AG2R Citroën Team
- Astana Qazaqstan Team
- Bora–Hansgrohe
- Cofidis
- EF Education–EasyPost
- Groupama–FDJ
- Ineos Grenadiers
- Intermarché–Wanty–Gobert Matériaux
- Israel–Premier Tech
- Lotto–Soudal
- Movistar Team
- Quick-Step–Alpha Vinyl
- Team Bahrain Victorious
- Team BikeExchange–Jayco
- Team DSM
- Team Jumbo–Visma
- Trek–Segafredo
- UAE Team Emirates

UCI ProTeamy
- Alpecin–Deceuninck
- Arkéa–Samsic
- Burgos BH
- Equipo Kern Pharma
- Euskaltel–Euskadi

## Favorité před startem

### Celkové pořadí
Mezi nejvýznamnější kandidáty na celkové vítězství se řadili převážně Primož Roglič (Team Jumbo–Visma) a Remco Evenepoel (Quick-Step–Alpha Vinyl). Roglič do Vuelty vstupoval jako vítěz předchozích tří ročníků a jako vítěz etapových závodů Paříž–Nice a Critérium du Dauphiné v sezóně 2022. Jeho kondice však byla ovlivněna pádem v páté etapě Tour de France. Následky této nehody, jimiž byla například bolest zad, pak vyústily v Rogličovo odstoupení z Tour před patnáctou etapou. Po absolvování fyzioterapie začal Roglič týden před startem Vuelty znovu trénovat, ale i přesto nebylo jasné, v jaké formě Roglič Vueltu odstartuje a jestli bude schopen bojovat o celkové vítězství. Evenepoel do Vuelty vstupoval jako čerstvý vítěz Clásicy de San Sebastián, kde triumfoval po sólové jízdě dlouhé 45 km. Mimo to také opanoval etapové závody Volta ao Algarve v únoru a Kolem Norska v květnu a monument Lutych–Bastogne–Lutych v dubnu, v červnu se pak poprvé v kariéře stal mistrem Belgie v časovce. I přesto však nebylo známo, jak si povede, hlavně proto, že se ve své kariéře před touto Vueltou zúčastnil pouze jedné Grand Tour, a to Gira d'Italia 2021, které nedokončil. Mezi favority se řadilo i trio závodníků z týmu Ineos Grenadiers: Pavel Sivakov, Richard Carapaz a Carlos Rodríguez. První jmenovaný závodník, Sivakov, před Vueltou posbíral několik úspěchů, jmenovitě druhé místo na Clásice de San Sebastián a celkové vítězství na etapovém závodu Vuelta a Burgos. Carapaz sice před Vueltou nezískal žádné výrazné výsledky, ale do role favorita ho řadily hlavně další výsledky na Grand Tours, mezi něž patří celkové vítězství na Giru d'Italia 2019, druhá místa na Vueltě a España 2020 a Giru d'Italia 2022 a třetí místo na Tour de France 2021. Pro posledního jmenovaného závodníka, Rodrígueze, měla být Vuelta jeho první Grand Tour kariéry a počítalo se s ním hlavně jako s náhradním lídrem. Další tým s více možnostmi byla Bora–Hansgrohe, která na Vueltu přivezla trojici lídrů, jmenovitě Sergia Higuitu, Jaie Hindleyho a Wilca Keldermana. Higuita v sezóně 2022 zvítězil na březnovém etapovém závodu Volta a Catalunya, v dubnu si připsal etapové vítězství na Tour de Romandie, v červnu získal druhé místo na Tour de Suisse a jako přípravu na Vueltu využil Tour de Pologne na přelomu července a srpna. I přesto, že se mu podařilo vyhrát etapu, na celkové vítězství nedosáhl a v cíli skončil osmý. Vzhledem k jeho nezkušenosti s bojem o vítězství na třítýdenních závodech a chabé časovce však nebyl považován za významného kandidáta. Jai Hindley naopak do Vuelty vstupoval jako čerstvý šampion Gira d'Italia 2022 a svým sedmým místem na Vueltě a Burgos ukázal svou dobrou formu. Wilco Kelderman v sezóně 2022 nebyl schopen zopakovat své úspěchy z předchozích let, ale třetí místo na jednorázovém závodu Circuito de Getxo a deváté místo na Vueltě a Burgos naznačovaly, že je Kelderman správně naladěn. Tým UAE Team Emirates přivezl na start Joãa Almeidu a Juana Ayusa. Almeida v sezóně 2022 získal mnoho významných umístění na etapových závodech, jako například páté místo na UAE Tour, osmé místo na Paříž–Nice, třetí místo a vyhraná etapa na Voltě a Catalunya a druhé místo spolu s etapovým vítězstvím na Vueltě a Burgos. V květnu se zúčastnil Gira d'Italia, ale nedokončil kvůli pozitivnímu testu na covid-19. Ayuso si na Vueltě měl odbýt debut na Grand Tours po sezóně, v níž dojel pátý na Voltě a Catalunya, čtvrtý na Tour de Romandie a zvítězil na Circuito de Getxo. Na start se také postavilo několik bývalých vítězů Vuelty, z nichž nejvýraznějším byl Simon Yates (Team BikeExchange–Jayco), vítěz Vuelty z roku 2018). Ten před Vueltou zvítězil na závodech Prueba Villafranca de Ordizia a Vuelta a Castilla y León a k tomu také přidal šesté místo na Clásice de San Sebastián. Nairo Quintana (Arkéa–Samsic), vítěz Vuelty z roku 2016, do Vuelty vstupoval po konzistentní sezóně, v níž si připsal vítězství na etapových závodech Tour de La Provence a Tour des Alpes-Maritimes et du Var na začátku sezóny, páté místo na Voltě a Catalunya 2022 a šesté místo na Tour de France 2022. Poslední jmenovaný výsledek mu však byl 2 dny před startem Vuelty odebrán poté, co bylo odhaleno, že byl Quintana dvakrát pozitivně otestován na tramadol v průběhu závodu. Od dalších tří dřívějších vítězů na startu, Chrise Frooma (Israel–Premier Tech; vítěz v letech 2011 a 2017), Vincenza Nibaliho (Astana Qazaqstan Team; vítěz v roce 2010) a Alejandra Valverdeho (Movistar Team; vítěz v roce 2009), nebyla očekávána účast v boji o celkové pořadí, pro poslední dva jmenované to také měla být závěrečná Grand Tour kariéry. Mezi další favority pak patřili Louis Meintjes, Domenico Pozzovivo (oba Intermarché–Wanty–Gobert Matériaux), Enric Mas (Movistar Team), Miguel Ángel López (Astana Qazaqstan Team), Juan Pedro López (Trek–Segafredo), Ben O'Connor (AG2R Citroën Team), Michael Woods (Israel–Premier Tech), Gino Mäder, Mikel Landa (oba Team Bahrain Victorious) či Rigoberto Urán (EF Education–EasyPost).

### Sprinteři
Za nejlepší sprintery v závodu byli považováni Tim Merlier (Alpecin–Deceuninck), Mads Pedersen (Trek–Segafredo), Pascal Ackermann, Juan Sebastián Molano (oba UAE Team Emirates), Gerben Thijssen (Intermarché–Wanty–Gobert Matériaux), Sam Bennett, Danny van Poppel (oba Bora–Hansgrohe), Kaden Groves (Team BikeExchange–Jayco), Ethan Hayter (Ineos Grenadiers), Bryan Coquard (Cofidis), Itamar Einhorn (Israel–Premier Tech) či Daniel McLay (Arkéa–Samsic).

## Trasa a etapy
Trasa závodu byla odhalena 16. prosince 2021.
| Etapa         | Datum         | Trasa                                                | Vzdálenost    | Typ         | Typ                  | Vítěz                       |
| ------------- | ------------- | ---------------------------------------------------- | ------------- | ----------- | -------------------- | --------------------------- |
| 1             | 19. srpna     | Utrecht (Nizozemsko) – Utrecht (Nizozemsko)          | 23,2 km       |             | Týmová časovka       | Team Jumbo–Visma            |
| 2             | 20. srpna     | 's-Hertogenbosch (Nizozemsko) – Utrecht (Nizozemsko) | 175,1 km      |             | Rovinatá etapa       | Sam Bennett (IRL)           |
| 3             | 21. srpna     | Breda (Nizozemsko) – Breda (Nizozemsko)              | 193,2 km      |             | Rovinatá etapa       | Sam Bennett (IRL)           |
|               | 22. srpna     | Den přesunu                                          | Den přesunu   | Den přesunu | Den přesunu          | Den přesunu                 |
| 4             | 23. srpna     | Vitoria-Gasteiz – Laguardia                          | 153,5 km      |             | Středně těžká etapa  | Primož Roglič (SLO)         |
| 5             | 24. srpna     | Irun – Bilbao                                        | 187 km        |             | Středně těžká etapa  | Marc Soler (ESP)            |
| 6             | 25. srpna     | Bilbao – Pico Jano (San Miguel de Aguayo)            | 180 km        |             | Horská etapa         | Jay Vine (AUS)              |
| 7             | 26. srpna     | Camargo – Cistierna                                  | 190,1 km      |             | Středně těžká etapa  | Jesús Herrada (ESP)         |
| 8             | 27. srpna     | La Pola Llaviana – Colláu Fancuaya                   | 154,5 km      |             | Horská etapa         | Jay Vine (AUS)              |
| 9             | 28. srpna     | Villaviciosa – Les Praeres                           | 175,5 km      |             | Horská etapa         | Louis Meintjes (RSA)        |
|               | 29. srpna     | Elche                                                | Den odpočinku |             |                      |                             |
| 10            | 30. srpna     | Elche – Alicante                                     | 31,1 km       |             | Individuální časovka | Remco Evenepoel (BEL)       |
| 11            | 31. srpna     | ElPozo Alimentación – Cabo de Gata                   | 193 km        |             | Rovinatá etapa       | Kaden Groves (AUS)          |
| 12            | 1. září       | Salobreña – Peñas Blancas                            | 195,5 km      |             | Středně těžká etapa  | Richard Carapaz (ECU)       |
| 13            | 2. září       | Ronda – Montilla                                     | 171 km        |             | Rovinatá etapa       | Mads Pedersen (DEN)         |
| 14            | 3. září       | Montoro – Sierra de La Pandera                       | 160,3 km      |             | Horská etapa         | Richard Carapaz (ECU)       |
| 15            | 4. září       | Martos – Sierra Nevada                               | 148,1 km      |             | Horská etapa         | Thymen Arensman (NED)       |
|               | 5. září       | Sanlúcar de Barrameda                                | Den odpočinku |             |                      |                             |
| 16            | 6. září       | Sanlúcar de Barrameda – Tomares                      | 188,9 km      |             | Rovinatá etapa       | Mads Pedersen (DEN)         |
| 17            | 7. září       | Aracena – Monasterio de Tentudía                     | 160 km        |             | Rovinatá etapa       | Rigoberto Urán (COL)        |
| 18            | 8. září       | Trujillo – Alto del Piornal                          | 191,7 km      |             | Horská etapa         | Remco Evenepoel (BEL)       |
| 19            | 9. září       | Talavera de la Reina – Talavera de la Reina          | 132,7 km      |             | Středně těžká etapa  | Mads Pedersen (DEN)         |
| 20            | 10. září      | Moralzarzal – Puerto de Navacerrada                  | 175,5 km      |             | Horská etapa         | Richard Carapaz (ECU)       |
| 21            | 11. září      | Las Rozas - Madrid                                   | 100,5 km      |             | Rovinatá etapa       | Juan Sebastián Molano (COL) |
| Celková délka | Celková délka | Celková délka                                        | Celková délka | 3280,5 km   | 3280,5 km            | 3280,5 km                   |

## Průběžné pořadí
| Etapa          | Vítěz                 | Celkové pořadí  | Bodovací soutěž | Vrchařská soutěž    | Soutěž mladých jezdců | Soutěž týmů             | Cena bojovnosti      |
| -------------- | --------------------- | --------------- | --------------- | ------------------- | --------------------- | ----------------------- | -------------------- |
| 1              | Team Jumbo–Visma      | Robert Gesink   | neuděleno       | neuděleno           | Ethan Hayter          | Team Jumbo–Visma        | neuděleno            |
| 2              | Sam Bennett           | Mike Teunissen  | Sam Bennett     | Julius van den Berg | Ethan Hayter          | Team Jumbo–Visma        | Jetse Bol            |
| 3              | Sam Bennett           | Edoardo Affini  | Sam Bennett     | Julius van den Berg | Ethan Hayter          | Team Jumbo–Visma        | Pau Miquel           |
| 4              | Primož Roglič         | Primož Roglič   | Sam Bennett     | Joan Bou            | Ethan Hayter          | Ineos Grenadiers        | Alessandro De Marchi |
| 5              | Marc Soler            | Rudy Molard     | Sam Bennett     | Victor Langellotti  | Fred Wright           | Groupama–FDJ            | Marc Soler           |
| 6              | Jay Vine              | Remco Evenepoel | Sam Bennett     | Victor Langellotti  | Remco Evenepoel       | UAE Team Emirates       | Mark Padun           |
| 7              | Jesús Herrada         | Remco Evenepoel | Sam Bennett     | Victor Langellotti  | Remco Evenepoel       | Team Bahrain Victorious | Jesús Herrada        |
| 8              | Jay Vine              | Remco Evenepoel | Mads Pedersen   | Jay Vine            | Remco Evenepoel       | UAE Team Emirates       | Mikel Landa          |
| 9              | Louis Meintjes        | Remco Evenepoel | Mads Pedersen   | Jay Vine            | Remco Evenepoel       | UAE Team Emirates       | José Manuel Díaz     |
| 10             | Remco Evenepoel       | Remco Evenepoel | Mads Pedersen   | Jay Vine            | Remco Evenepoel       | Ineos Grenadiers        | neuděleno            |
| 11             | Kaden Groves          | Remco Evenepoel | Mads Pedersen   | Jay Vine            | Remco Evenepoel       | Ineos Grenadiers        | Jetse Bol            |
| 12             | Richard Carapaz       | Remco Evenepoel | Mads Pedersen   | Jay Vine            | Remco Evenepoel       | UAE Team Emirates       | Samuele Battistella  |
| 13             | Mads Pedersen         | Remco Evenepoel | Mads Pedersen   | Jay Vine            | Remco Evenepoel       | UAE Team Emirates       | Joan Bou             |
| 14             | Richard Carapaz       | Remco Evenepoel | Mads Pedersen   | Jay Vine            | Remco Evenepoel       | UAE Team Emirates       | Luis León Sánchez    |
| 15             | Thymen Arensman       | Remco Evenepoel | Mads Pedersen   | Jay Vine            | Remco Evenepoel       | UAE Team Emirates       | Lawson Craddock      |
| 16             | Mads Pedersen         | Remco Evenepoel | Mads Pedersen   | Jay Vine            | Remco Evenepoel       | UAE Team Emirates       | Luis Angel Mate      |
| 17             | Rigoberto Urán        | Remco Evenepoel | Mads Pedersen   | Jay Vine            | Remco Evenepoel       | UAE Team Emirates       | Lawson Craddock      |
| 18             | Remco Evenepoel       | Remco Evenepoel | Mads Pedersen   | Richard Carapaz     | Remco Evenepoel       | UAE Team Emirates       | Robert Gesink        |
| 19             | Mads Pedersen         | Remco Evenepoel | Mads Pedersen   | Richard Carapaz     | Remco Evenepoel       | UAE Team Emirates       | Ander Okamika        |
| 20             | Richard Carapaz       | Remco Evenepoel | Mads Pedersen   | Richard Carapaz     | Remco Evenepoel       | UAE Team Emirates       | Alejandro Valverde   |
| 21             | Juan Sebastián Molano | Remco Evenepoel | Mads Pedersen   | Richard Carapaz     | Remco Evenepoel       | UAE Team Emirates       | neuděleno            |
| Konečné pořadí | Konečné pořadí        | Remco Evenepoel | Mads Pedersen   | Richard Carapaz     | Remco Evenepoel       | UAE Team Emirates       | Marc Soler           |

## Konečné pořadí
| Legenda | Legenda                          | Legenda | Legenda                               |
| ------- | -------------------------------- | ------- | ------------------------------------- |
|         | Označuje lídra celkového pořadí  |         | Označuje lídra soutěže mladých jezdců |
|         | Označuje lídra bodovací soutěže  |         | Označuje lídra soutěže týmů           |
|         | Označuje lídra vrchařské soutěže |         | Označuje vítěze ceny bojovnosti       |

### Celkové pořadí
| Pořadí | Jezdec                   | Tým                         | Čas         |
| ------ | ------------------------ | --------------------------- | ----------- |
| 1      | Remco Evenepoel (BEL)    | Quick-Step Alpha Vinyl Team | 80h 26' 59" |
| 2      | Enric Mas (ESP)          | Movistar Team               | + 2' 02"    |
| 3      | Juan Ayuso (ESP)         | UAE Team Emirates           | + 4' 57"    |
| 4      | Miguel Ángel López (COL) | Astana Qazaqstan Team       | + 5' 56"    |
| 5      | João Almeida (POR)       | UAE Team Emirates           | + 7' 24"    |
| 6      | Thymen Arensman (NED)    | Team DSM                    | + 7' 45"    |
| 7      | Carlos Rodríguez (ESP)   | Ineos Grenadiers            | + 7' 57"    |
| 8      | Ben O'Connor (AUS)       | AG2R Citroën Team           | + 10' 30"   |
| 9      | Rigoberto Urán (COL)     | EF Education–EasyPost       | + 11' 04"   |
| 10     | Jai Hindley (AUS)        | Bora–Hansgrohe              | + 12' 01"   |

### Bodovací soutěž
| Pořadí | Jezdec                      | Tým                         | Body |
| ------ | --------------------------- | --------------------------- | ---- |
| 1      | Mads Pedersen (DEN)         | Trek–Segafredo              | 409  |
| 2      | Fred Wright (GBR)           | Team Bahrain Victorious     | 186  |
| 3      | Enric Mas (ESP)             | Movistar Team               | 138  |
| 4      | Remco Evenepoel (BEL)       | Quick-Step Alpha Vinyl Team | 133  |
| 5      | Marc Soler (ESP)            | UAE Team Emirates           | 133  |
| 6      | Danny van Poppel (NED)      | Bora–Hansgrohe              | 108  |
| 7      | Pascal Ackermann (GER)      | UAE Team Emirates           | 106  |
| 8      | Richard Carapaz (ECU)       | Ineos Grenadiers            | 105  |
| 9      | Kaden Groves (AUS)          | Team BikeExchange–Jayco     | 74   |
| 10     | Juan Sebastián Molano (COL) | UAE Team Emirates           | 69   |

### Vrchařská soutěž
| Pořadí | Jezdec                   | Tým                         | Body |
| ------ | ------------------------ | --------------------------- | ---- |
| 1      | Richard Carapaz (ECU)    | Ineos Grenadiers            | 73   |
| 2      | Robert Stannard (AUS)    | Alpecin–Deceuninck          | 36   |
| 3      | Enric Mas (ESP)          | Movistar Team               | 28   |
| 4      | Thymen Arensman (NED)    | Team DSM                    | 23   |
| 5      | Remco Evenepoel (BEL)    | Quick-Step Alpha Vinyl Team | 23   |
| 6      | Marc Soler (ESP)         | UAE Team Emirates           | 23   |
| 7      | Sergio Higuita (COL)     | Bora–Hansgrohe              | 18   |
| 8      | Miguel Ángel López (COL) | Astana Qazaqstan Team       | 17   |
| 9      | Jimmy Janssens (BEL)     | Alpecin–Deceuninck          | 17   |
| 10     | Rubén Fernández (ESP)    | Cofidis                     | 15   |

### Soutěž mladých jezdců
| Pořadí | Jezdec                    | Tým                         | Čas          |
| ------ | ------------------------- | --------------------------- | ------------ |
| 1      | Remco Evenepoel (BEL)     | Quick-Step Alpha Vinyl Team | 80h 26' 59"  |
| 2      | Juan Ayuso (ESP)          | UAE Team Emirates           | + 4' 57"     |
| 3      | João Almeida (POR)        | UAE Team Emirates           | + 7' 24"     |
| 4      | Thymen Arensman (NED)     | Team DSM                    | + 7' 45"     |
| 5      | Carlos Rodríguez (ESP)    | Ineos Grenadiers            | + 7' 57"     |
| 6      | Gino Mäder (SUI)          | Team Bahrain Victorious     | + 52' 25"    |
| 7      | Sergio Higuita (COL)      | Bora–Hansgrohe              | + 1h 01' 23" |
| 8      | José Félix Parra (ESP)    | Equipo Kern Pharma          | + 1h 05' 02" |
| 9      | Clément Champoussin (FRA) | AG2R Citroën Team           | + 1h 24' 39" |
| 10     | Edoardo Zambanini (ITA)   | Team Bahrain Victorious     | + 1h 31' 40" |

### Soutěž týmů
| Pořadí | Tým                         | Čas          |
| ------ | --------------------------- | ------------ |
| 1      | UAE Team Emirates           | 240h 36' 32" |
| 2      | Ineos Grenadiers            | + 55' 35"    |
| 3      | Movistar Team               | + 1h 16' 52" |
| 4      | Team Bahrain Victorious     | + 1h 17' 36" |
| 5      | Astana Qazaqstan Team       | + 1h 34' 18" |
| 6      | Bora–Hansgrohe              | + 1h 38' 20" |
| 7      | Team Jumbo–Visma            | + 2h 12' 14" |
| 8      | EF Education–EasyPost       | + 2h 25' 47" |
| 9      | Groupama–FDJ                | + 2h 33' 37" |
| 10     | Quick-Step Alpha Vinyl Team | + 2h 47' 09" |